# جاده ۸۸ (ایران)
جاده ۸۸، جاده‌ای درون استانی است. این جاده در استان کرمان، شهرهای سیرجان را به بافت و جیرفت پیوند می‌دهد.